# 조정 (당)
조정(趙珽, 생몰년 미상)은 탁군 청원(清苑) 사람으로 조조의 아들이고 조경의 부친이며 조광윤의 증조부이다.
당나라의 벼슬을 지냈고, 번진 노룡절도사(盧龍節度使)의 하임(下任)으로 근무했으며 어사중승(御史中丞)이 되었다. 960년, 증손 조광윤이 북송을 건국하자 묘호 순조(順祖), 시호 혜원황제(惠元皇帝)로 추존되었다가 북송 진종이 혜원예명황제(惠元睿明皇帝)로 개정하였다. 능호는 강릉(康陵)이다.